# Kent Vernon Rominger
Kent Vernon Rominger (Del Norte, Colorado, 1956. augusztus 7. –) amerikai űrhajós.

## Életpálya
1978-ban a Colorado State University keretében építőmérnöki diplomát szerzett.  
1981-ben kapott repülőgép vezetői jogosítványt. Szolgálati repülőgépe az F–14 Tomcat volt. 1981-1985 között az USS Ranger és az USS Kitty Hawk fedélzetén szolgált. 1987-ben az USA Haditengerészeti Posztgraduális Iskolában megerősítette mérnöki diplomáját. Tesztpilóta kiképzésben részesült, az F–14 variációival repült, tesztelt. 1990-ben az öbölháborúban az USS Nimitz fedélzetén operatív tiszt. Több mint 5000 órát tartózkodott a levegőben, több mint 35 típusú repülőgépen teljesített szolgálatot, és több mint 685 alkalommal végzett leszállást repülőgép-hordozó fedélzetére.
1992. március 31-től a Lyndon B. Johnson Űrközpontban részesült űrhajóskiképzésben. A Shuttle Operations Branch  igazgatóhelyettese. 2002-2006 között a NASA Astronaut Hivatal Johnson Space Center (JSC) keretében az űrrepülőgép program előkészítéséért, a jövőbeni Nemzetközi Űrállomás (ISS) legénységének felkészítéséért és a támogató személyzet alkalmazásáért volt felelős vezető. Öt űrszolgálata alatt összesen 67 napot, 2 órát és 58 percet (1610 óra) töltött a világűrben. Űrhajós pályafutását 2006. szeptember 30-án fejezte be. 2006-tól az ATK Launch Systems Group Advanced program alelnöke.

## Űrrepülések
- STS–73 a Columbia űrrepülőgép 18. repülésének pilótája. A második Spacelab (USML–2) mikrogravitációs laboratóriumot szállította. Az űrhajósok 12 órás váltásokban dolgoztak a laboratóriumban. A misszió összpontosított az anyagtudomány, a biotechnológia, az égés tudomány, a fizika a folyadékok, és számos tudományos kísérlet végrehajtására. Első űrszolgálata alatt összesen 15 nap, 21 óra, 52 perc, 21 másodpercet (382 óra) töltött a világűrben. 10 600 000 kilométert (6 600 000 mérföldet) repült, 255 alkalommal kerülte meg a Földet.
- STS–80, a Columbia űrrepülőgép 21. repülésének pilótája. Ez volt a leghosszabb űrrepülés, de technikai okok miatt nem tudták végrehajtani a legfőbb műveleteket (műholdak pályára állítása, a tervezett Nemzetközi Űrállomás (ISS) építésének egyik tervezett lépése lett volna. második űrszolgálata alatt összesen 17 napot, 15 órát 53 percet és 18 másodpercet (382 óra) töltött a világűrben. 10,9 millió kilométert (6 800 000 mérföldet) tett meg, 279 alkalommal kerülte meg a Földet.
- STS–85, a Discovery űrrepülőgép 23. repülésének pilótája. A telepítette, majd visszanyerte az Atmosphere-Shuttle Pallet Satellite-2 (CRISTA-SPAS-2) űreszközt (légkörkutató). Tesztelte az új Japán manipulátor alkalmazhatóságát. Harmadik űrszolgálata alatt összesen 11 napot, 20 órát és 28 percet (284 óra) töltött a világűrben. 7 600 000 kilométert (4 700 000 mérföldet) repült, 189 kerülte meg a Földet.
- STS–96, a Discovery űrrepülőgép 26. repülésének parancsnoka. A második járat a Nemzetközi Űrállomásra (ISS). Szállított 4 tonna logisztikai felszerelést és ellátmányt a hosszútávú szolgálat biztosításához. Visszafelé tudományos eredményeket és hulladékot szállított. Harmadik űrszolgálata alatt összesen 9 napot, 19 órát és 13 percet (235 óra) töltött a világűrben. Összesen 8 órás űrsétát (kutatás, szerelés) végzett. Összesen 7 óra 55 percet töltött a világűrben (kutatás, szerelés). 6 000 000 kilométert (3 700 000 mérföldet) repült, 154 kerülte meg a Földet.
- STS–100, a Endeavour űrrepülőgép 16. repülésének parancsnoka. A kísérleti és kutatási feladatokon túl sikeresen telepítették a Nemzetközi Űrállomásra (ISS) a Canadarm2 (SSRMS) robotkart. Az első ESA űrhajós a ISS fedélzetén. Második űrszolgálata alatt összesen 11 napot, 21 órát és 31 percet (285 óra) töltött a világűrben. 7 900 000 kilométert (4 900 000 mérföldet) repült, 186 kerülte meg a Földet.